# 九州工大前駅

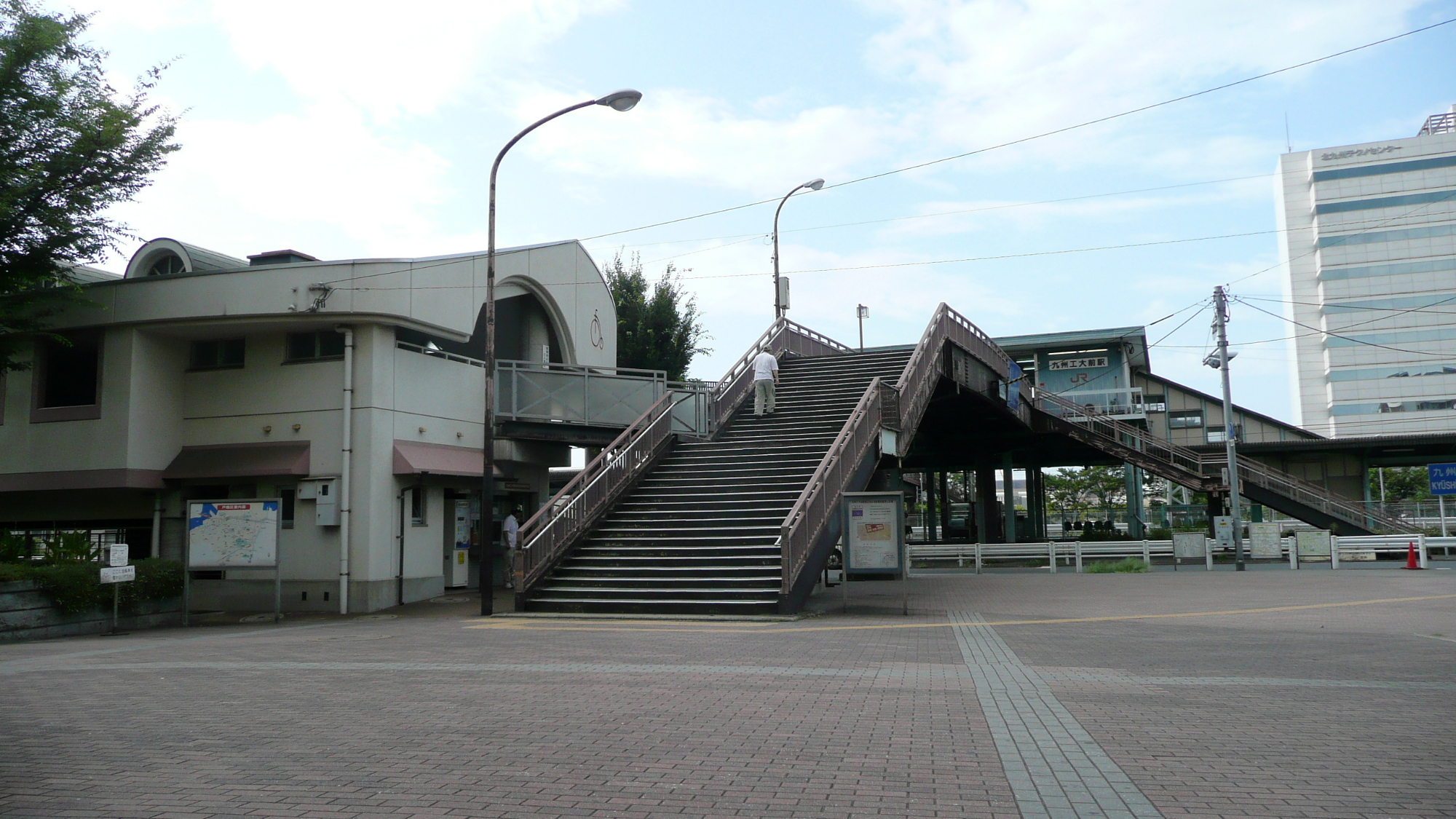
駅前広場（地上）から見た駅舎

九州工大前駅（きゅうしゅうこうだいまええき）は、福岡県北九州市戸畑区中原西一丁目にある、九州旅客鉄道（JR九州）鹿児島本線の駅である。駅番号はJA26。ここでは同一キロ程上に存在した上戸畑信号場についても記述する。

## 歴史
- 1970年（昭和45年）7月1日：新中原駅（しんなかばるえき）として日本国有鉄道が開設[1][3]。
- 1987年（昭和62年）4月1日：国鉄分割民営化によりJR九州が継承[3]。
- 1990年（平成2年）11月1日：九州工大前駅（きゅうしゅうこうだいまええき）に改称[1][2][3]。
- 1993年（平成5年）3月：みどりの窓口営業開始[4]。
- 2000年（平成12年）5月26日：自動改札機を設置し、供用開始[5]。
- 2009年（平成21年）3月1日：ICカード「SUGOCA」の利用を開始[6]。
- 2022年（令和4年）3月11日：みどりの窓口の営業を終了[7][8]。
- 2023年（令和5年）10月1日：駅体制の見直しに伴い、これまでJR九州サービスサポートによる駅業務受託となっていた業務委託駅から[9]、九州旅客鉄道本体による直営駅へと変更される[10]。

## 駅構造
島式ホーム1面2線を有する地上駅で橋上駅舎を有する。1番のりばに鹿児島本線下り列車、2番のりばに鹿児島本線上り列車が発着する。
JR九州の直営駅である。SUGOCAの使用が可能である。

### のりば
| のりば | 路線       | 方向 | 行先             |
| ------ | ---------- | ---- | ---------------- |
| 1      | 鹿児島本線 | 下り | 折尾・博多方面   |
| 2      | 鹿児島本線 | 上り | 小倉・門司港方面 |

## 利用状況
2023年（令和5年）度の1日平均乗車人員は4,065人であり、JR九州の駅としては柚須駅に次いで第50位である。
JR九州及びとうけい北九州によると、近年の1日平均乗車人員の推移は以下の通り。
| 年度   | 1日平均 乗車人員 |
| ------ | ---------------- |
| 2000年 | 4,350            |
| 2001年 | 4,316            |
| 2002年 | 4,080            |
| 2003年 | 4,030            |
| 2004年 | 3,924            |
| 2005年 | 4,012            |
| 2006年 | 4,073            |
| 2007年 | 4,134            |
| 2008年 | 4,249            |
| 2009年 | 4,204            |
| 2010年 | 4,313            |
| 2011年 | 4,465            |
| 2012年 | 4,461            |
| 2013年 | 4,678            |
| 2014年 | 4,564            |
| 2015年 | 4,574            |
| 2016年 | 4,473            |
| 2017年 | 4,415            |
| 2018年 | 4,465            |
| 2019年 | 4,498            |
| 2020年 | 3,359            |
| 2021年 | 3,525            |
| 2022年 | 3,872            |
| 2023年 | 4,065            |

## 駅周辺

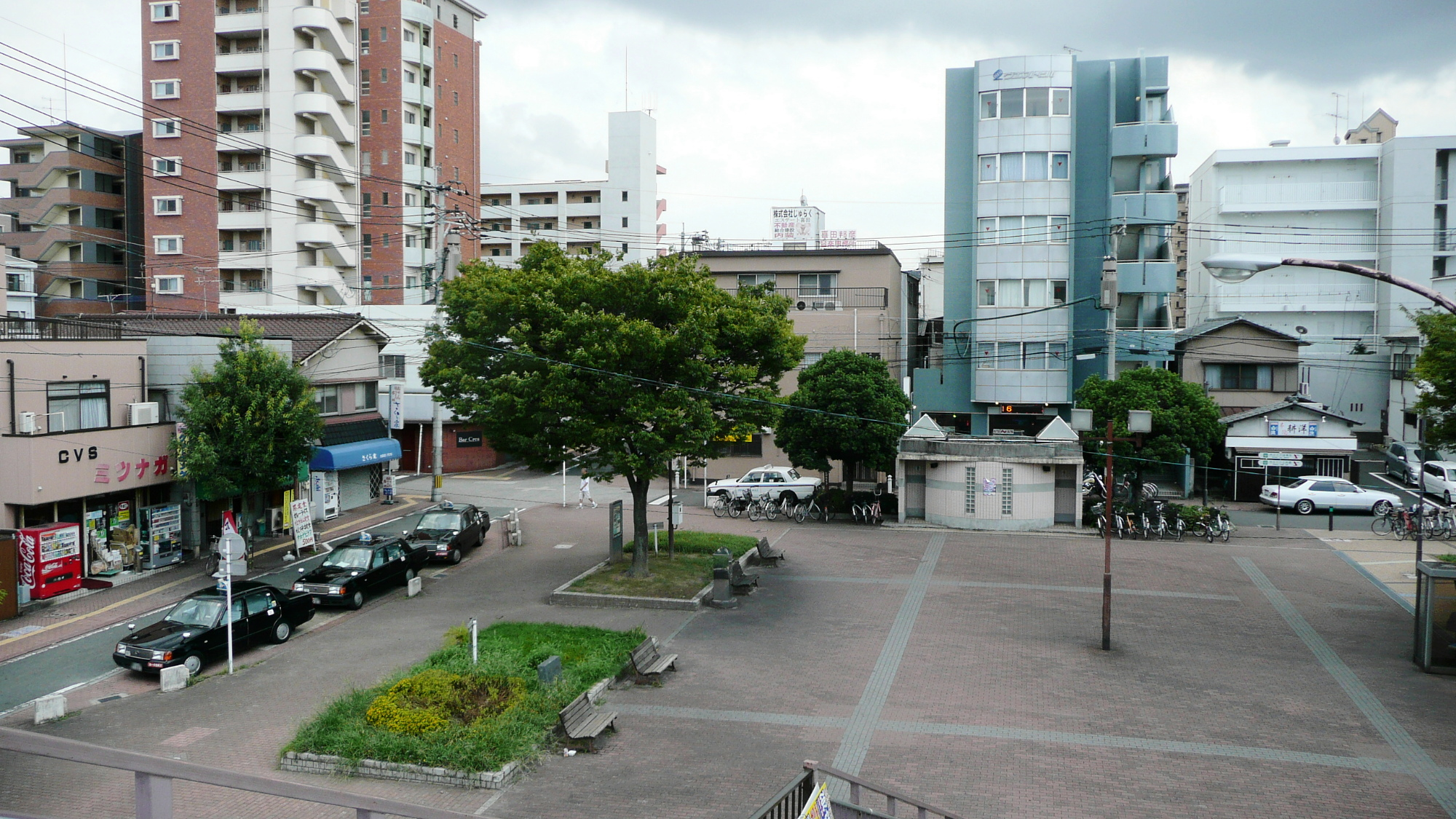
駅前広場

現在の駅名の由来となっている九州工業大学は約500m離れている。
北側
- ゼンリンテクノセンター
- 北九州高速2号線戸畑出入口
- 北九州生活科学センター
- 日本製鐵八幡製鐵所[1]

南側
- 国道199号
- スーパーマーケットスピナ戸畑店
- 九州工業大学本部・工学部
- 北九州市立中原小学校
- 北九州市立中原中学校
- 宝福寺幼稚園
- 真颯館高等学校
- 北九州中央高等学園

## 上戸畑信号場
1919年（大正8年）2月1日に、東洋製鉄（現 日本製鉄九州製鉄所八幡地区）から出荷される貨物を扱うために開設され、開設時から1922年（大正11年）4月1日までは上戸畑信号所という名称だった。
専用線から発着する貨物のみを扱い、新日本製鐵八幡製鉄所の他に、九州電力新小倉発電所などへ続く専用線が存在した。
1984年（昭和59年）2月10日廃止。

## 隣の駅
九州旅客鉄道（JR九州）
 鹿児島本線
■快速
通過
■区間快速・■普通
西小倉駅 (JA27) - （貨）浜小倉駅 - 九州工大前駅 (JA26) - 戸畑駅 (JA25)